# Curt Onalfo
Curt Onalfo (São Paulo, 19 de novembro de 1969) é um ex-futebolista norte-americano.

## Seleção norte-americana
Onalfo teve uma fugaz passagem pela Seleção de Futebol dos Estados Unidos da América: disputou apenas uma partida, em 1998. Nos Jogos Olímpicos de Verão de 1992, ele amargou a reserva. Não lembrado para a Copa do Mundo FIFA de 1994, Curt abandonou a carreira de jogador muito jovem, aos 29 anos, quando jogava no DC United.

## Curiosidade
Onalfo é brasileiro de nascimento, mas se considera norte-americano, mesmo não sendo um ianque nato. Ele se tornou o primeiro brasileiro a jogar pela seleção norte-americana (Benny Feilhaber, também brasileiro, disputou algumas partidas pelos EUA).